# Никитенко, Надежда Николаевна
Наде́жда Никола́евна Никите́нко (род. 2 декабря 1944, Киев) — украинский историк-культуролог, музеевед. Доктор исторических наук (2002), профессор (2005). Заслуженный работник культуры Украины (2009).

## Биография
Родилась 2 декабря 1944 года в Киеве в семье заслуженного тренера Украины по футболу Заворотного Николая Кирилловича. По линии матери Заприводы (Досси) Людмилы Евсеевны происходит из понтийских греков (ромеев) и запорожских казаков.
Училась в ОСШ № 19 (Кировоград), № 2 (Ровно), № 5 (Черкассы). Окончила исторический факультет Киевского университета (1968). В 1968—1977 годах работала в музеях Керчи и Кривого Рога, ответственным секретарём правления Керченской городской организации Украинского общества охраны памятников истории и культуры. С декабря 1977 года работала на научных должностях в Национальном заповеднике «София Киевская». В 1993 году защитила кандидатскую диссертацию «Историческая проблематика в росписи Софии Киевской» (Ин-т всеобщей истории РАН, Москва, науч. рук. член-корр. РАН Г. Г. Литаврин), в 2002 году — докторскую диссертацию «Русь-Украина и Византия в монументальном комплексе Софии Киевской: историко-социальный и этноконфессиональный аспекты» (Ин-т украинской археографии и источниковедения имени М. С. Грушевского НАН Украины, Киев). Преподавала историю и культуру Византии, Киевской Руси, средневековой Украины и Киева в Национальном университете «Киево-Могилянская академия» (1994—2006), а также музееведение в Киевском национальном университете культуры и искусств (1997—2002). Воспитала плеяду молодых учёных. Муж — Никитенко Михаил Михайлович, 1941 г.р., историк-археолог, дочь — Никитенко Марьяна Михайловна, 1968 г.р., к.и.н., музейщик.
Комплексно исследует Софию Киевскую как феномен духовной культуры и уникальный исторический источник. Открыла и всесторонне обосновала факт возникновения Софии в 1011—1018 годах, на рубеже правлений крестителя Руси Владимира Великого и его сына Ярослава Мудрого. Такая датировка, получившая значительный общественный резонанс и поддержку многих учёных, стала основанием для празднования 1000-летия Софии. В сентябре 2011 года по решению 35-й сессии Генеральной конференции ЮНЕСКО (октябрь 2009) и по указу президента Украины от 11 июня 2010 года на международном и общегосударственном уровнях торжественно отмечено 1000-летие основания Софийского собора. Выдвинула и обосновала гипотезу о 1000-летии Золотых ворот с надвратной церковью Благовещения и оборонным земляным валом, возникшими одновременно с Софийским собором как части единого градостроительного комплекса, начатого Владимиром Великим и завершённого Ярославом Мудрым. В июне 2012 года вынуждена была временно уйти из Софийского заповедника из-за репрессивных действий его нового руководства. С мая 2015 года снова работает в заповеднике, возглавляет научно-исследовательский отдел «Институт „Святая София“».

## Научная деятельность
Автор более 30 монографий и книг и более 300 статей.

### Научные труды
- Свята Софія Київська: новий погляд на її історію, архітектуру та розпис. — Ottawa, 1996. — 98 c. (Отдельный оттиск из ж. Logos)
- Русь и Византия в монументальном комплексе Софии Киевской: Историческая проблематика. — К., 1999. — 294 с.
- Собор Святої Софії в Києві. — К., 2000.- 230 с.
- Свята Софія Київська: історія в мистецтві. — К., 2003.- 334 с.
- Святая София Киевская. — К., 2008.- 384 с.
- Собор Святой Софии в Киеве. — М., 2008.- 272 с.
- Мозаика «Святительский чин» Софии Киевской и её духовно-исторический смысл // Успенские чтения. — Київ, 2008. — С. 80-97.
- Князь Владимир как «Новый Константин» в стенописи Софии Киевской // Успенские чтения. — Киев, 2009. — С. 199—222.
- Датування «Слова» митрополита Іларіона в контексті новітніх досліджень Софії Київської.// Студії з архівної справи і документознавства. — Київ, 2010. — Т. 18. — С. 125—134.
- Відкриття нових сюжетів у капелі Івана Мазепи в Софії Київській // Могилянські читання 2009. Зб. наук. праць Нац. Києво-Печерського історико-культурного заповідника. — Київ, 2010. — С. 94-101.
- Новые эпиграфические исследования и вопросы персонификации однофигурных женских фресок в северо-западной части Софии Киевской // Кондаковские чтения — ІІІ. Человек и эпоха: античность — Византия — Древняя Русь : Матер. 3-й Междунар. науч. конф. — Белгород, 2010. — С. 339—357. (У співавторстві з В. Корнієнком)
- Secular Frescos of St. Sophia of Kiev: a new attribution // Proc. / 22nd International Congress of Byzantine Studies. — Sophia, 22 — 27 August 2011. — Vol. 3.
- Княжий знак-графіті в північній галереї // Пам’ятки України: Софія Київська: 1000-річчя. — 2011. — № 3-4. — С. 44-49. (У співавторстві з Корнієнком В).
- Образи засновників Софії Київської в сюжетах її бічних вівтарів // Матеріали V-х Міжнародних науково-практичних Софійських читань «Духовний потенціал та історичний контекст християнського мистецтва», присвячених 75-річчю Національного заповідника «Софія Київська», м. Київ, 28-29 травня 2009 р. — Київ, 2011. — С.129-147.
- Нове дослідження поховання з саркофага Ярослава Мудрого в Софії Київській // Софія Київська: Візантія. Русь. Україна. Збірка статей на пошану д. іст. наук, проф. Н. М. Нікітенко. — Киев, 2011. — С. 72-85. (У співавторстві з Ку ковальською Н. і Марголіною І.)
- Мать и Сын в храмовом образе Софии Киевской // Успенские чтения. — Киев, 2012. — С. 385—395.
- От Царьграда до Киева: Анна Порфирородная. Мудрый или Окаянный? : К 1025-летию крещения Руси. — К., 2012. — 328 с.
- Древнейшие граффити Софии Киевской и время её создания. — Київ, 2012. (У співавт. з В. Корнієнком)
- Фрески «Ритуальное убийство медведицы» и «Готские игры» в северной башне Софии Киевской: новое осмысление сюжетов // Софія Київська: Візантія. Русь. Україна. Вип. ІІ: зб. наук. праць, присвячена 150-літтю з дня народження Дмитра Власовича Айналова (1862—1939). — Київ, 2012. — С. 301—325.
- Реліквія Чесного Хреста і фрески Софії Київської // Могилянські читання : Зб. наук. праць Нац. Києво-Печерського історико-культурного заповідника. — Київ, 2012. — С. 83—93. (У співавторстві з В. Корнієнком).
- Композиція «Перший Вселенський собор» у Софії Київській // Пам’ятки України. — 2013. — № 2 (184). — С. 54—63.
- Таємниці гробниці Ярослава Мудрого; за наук. ред. Н. М. Нікітенко та В. В. Корнієнка. — К., 2013. — 176 c. (у співавторстві).
- София Киевская и её создатели: тайны истории. — Каменец-Подольский, 2014. — 248 с.
- Собор святых Софии Киевской. — К., 2014. — 336 с. (в соавторстве с В. В. Корниенко).
- Бароко Софії Київської — К., 2015—272 с.
- Мозаїки Софії Київської. — К., 2016. — 192 с.
- Під покровом Оранти. — К., 2016. — 96 с.
- Світські фрески Софії Київської. Таємничий код історії. — Харків, 2017. — 248 с.
- Мозаїки та фрески Софії Київської. — К., 2018. — 396 с.
- 1000-річчя Золотих воріт // Православ’я в Україні: Збірник матеріалів VІ Міжнародної наукової конференції, присвяченої 1000-літтю духовних зв’язків України з Афоном (1016—2016 та 25-літтю Помісного собору Української Православної Церкви (1 — 3 листопада 1991 р.)К.: [ Київська православна богословська академія], 2016. С. 694—702.
- Автографи Володимира Великого в Софії Київській // Софійський часопис. Вип.4. Матеріали Х міжнародної науково-практичної конференції «Софійські читання», присвяченої 85-річчю Національного заповідника «Софія Київська» (1934—2019) і 90-річчю музею «Кирилівська церква» (1929—2019) (м. Київ, 19 — 20 вересня 2019 р.). К., 2020. С. 7-18.
- Датування Софії Київської і «міста Ярослава» за результатами натурних досліджень // Софійський часопис. Вип.4. Матеріали Х міжнародної науково-практичної конференції «Софійські читання», присвяченої 85-річчю Національного заповідника «Софія Київська» (1934—2019) і 90-річчю музею «Кирилівська церква» (1929—2019) (м. Київ, 19 — 20 вересня 2019 р.). К., 2020. С. 58-76.
- Нікітенко Н. Володимир Великий і Анна Порфірородна як «нові Костянтин і Олена» у фресковому розписі Софії Київської // Наукові записки НАУКМА. Історія і теорія культури. К., 2020. Т. 3. С. 36-42.
- Нікітенко Н. Тератологічний сюжет орнаменту південної вежі Софії Київської // Наукові записки НАУКМА. Історія і теорія культури. К., 2021. Т. 4. С. 70-79.,
- Нікітенко Н. Володимир Великий на фресках Софії Київської // Софійський часопис. Вип.5. Збірник статей за матеріалами ІХ Судацької міжнародної наукової конференції «Причорномор’я,Крим, Русь», присвяченої 100-річчю від дня народження архітектора Є.І. Лопушинської (м. Київ, 24-25 вересня 2020 р.). К., 2021.С.7-31.
- Нікітенко Н. Софія Київська Володимира Великого. Наукова монографія. К., 2022. 588 с.
- Нікітенко Н. Свята Софія Київська: 1011—1018 (укр., англ. мовами). К., 2023. 352 с.
- Нікітенко Н. Правда історії в графіті на фресках Софії Київської: нове прочитання найдавніших написів // Наукові записки НаУКМА. Історія і теорія культури. Том 6 (2023). С. 79-88.

## Награды
- Заслуженный работник культуры Украины (12 мая 2009) — за значительный личный вклад в сохранение памятников истории и культуры Украины, многолетнюю добросовестную работу на ниве развития музейного дела[8];
- Почётный знак Министерства культуры и искусств Украины «За достижения в развитии культуры и искусства» (2004);
- Орден преподобного Агапита Печерского (2007);
- Орден Святой Великомученицы Варвары 2-й степени Украинской Православной Церкви (2011);
- Орден Королевы Анны «Честь Отчизны» (2010)[2][9];
- Золотая медаль Министерства культуры Республики Армения (2016) — за вклад в развитие армяно-украинских культурных связей;
- Всеукраинская литературно-художественная премия «Киевская книга года» в номинации «Историческая литература» (2023).